# Xanthoidea
Xanthoidea (лат.) — надсемейство крабов из подсекции Heterotremata секции Eubrachyura. Включает семь семейств.
Ранее в это надсемейство включали и другие семейства, но сейчас они перемещены в другие надсемейства. К ним относятся надсемейства Carpilioidea, Eriphioidea, Hexapodoidea, Pilumnoidea и Trapezioidea. Но даже теперь Xanthoidea остаётся одним из самых богатых видами надсемейств крабов.

## Семейства
Согласно World Register of Marine Species, на август 2024 года надсемейство включает следующие семейства:
- Antrocarcinidae Ng & Chia, 1994
- Garthiellidae Mendoza & Manuel-Santos, 2012
- Linnaeoxanthidae Števčić, 2005
- Nanocassiopidae Števčić, 2013
- Panopeidae Ortmann, 1893
- Pseudorhombilidae Alcock, 1900
- Xanthidae MacLeay, 1838